# Jaꞑalif
Jaꞑalif,  Yanalif ou Yañalif (em tártaro latinizado:  Jaꞑa əlifba / Yaña älifba → Jaꞑalif / Yañalif, em tártaro cirílico: Яңалиф), cujo significado é “novo alfabeto”, foi o o primeiro sistema de escrita com base no alfabeto latino a ser utilizado por línguas turcomanas como o tártaro, o uzbeque e outras, na União Soviética dos anos 30. Substituiu em 1928 o alfabeto Yaña imlâ cuja base era o alfabeto árabe e foi, por sua vez, substituído pelo alfabeto cirílico em 1939. Serviu como uma das bases para o desenvolvimento do alfabeto turcomano uniforme, também usado na União Soviética nos anos 30.
São 33 as letras do Jaꞑalif, nove vogais e 24 consoantes. o apóstrofo era usado para a plosiva glotal (həmzə/hämzä) e até, por vezes, considerado como uma letra. Alguns caracteres eram usados somente para nome estrangeiros. A letra B tinha aparência ʙ (para não confundir com o sinal Ь ь), a letra maiúscula Y parece um У. A letra Ꞑ ꞑ parece um N n/ŋ com um apêndice descendente como as cirílicas Щ, Җ, Ң. A letra no. 33 (similar a Zhuang Ƅ) não tem representação Unicode, mas se assemelha ao sinal "suave" cirílico (Ь). O Ə maiúsculo se assemelha ao Э russo em algumas fontes.
| №      | caracteres | Yaña imlâ versão do Árabe | Versão do Latin moderno Alfabeto Tártaro | versão do Cirílico moderno Alfabeto Tártaro |
| ------ | ---------- | ------------------------- | ---------------------------------------- | ------------------------------------------- |
| 1      | A a        | ﯪ                         | A a                                      | А а                                         |
| 2      | B ʙ        | ﺏ                         | B b                                      | Б б                                         |
| 3      | C c        | ﺝ                         | Ç ç                                      | Ч ч                                         |
| 4      | Ç ç        | ﭺ                         | C c                                      | Җ җ                                         |
| 5      | D d        | ﺩ                         | D d                                      | Д д                                         |
| 6      | E e        | ﺋ                         | E e                                      | Е е (э)                                     |
| 7      | Ə ə        | ﺋﻪ                        | Ä ä                                      | Ә ә                                         |
| 8      | F f        | ﻑ                         | F f                                      | Ф ф                                         |
| 9      | G g        | ﮒ                         | G g                                      | Г г (гь)                                    |
| 10     | Ƣ ƣ        | ﻉ                         | Ğ ğ                                      | Г г (гъ)                                    |
| 11     | H h        | ﻩ                         | H h                                      | Һ һ                                         |
| 12     | I i        | ﻴﺋ                        | İ i                                      | И и                                         |
| 13     | J j        | ﻯ                         | Y y                                      | Й й                                         |
| 14     | K k        | ﮎ                         | K k                                      | К к (кь)                                    |
| 15     | L l        | ﻝ                         | L l                                      | Л л                                         |
| 16     | M m        | ﻡ                         | M m                                      | М м                                         |
| 17     | N n        | ﻥ                         | N n                                      | Н н                                         |
| 18     | Ꞑ ꞑ        | ﯓ                         | Ñ ñ                                      | Ң ң                                         |
| 19     | O o        | ﯰ,                        | O o                                      | О о                                         |
| 20     | Ɵ ɵ        | ﯰ                         | Ö ö                                      | Ө ө                                         |
| 21     | P p        | ﭖ                         | P p                                      | П п                                         |
| 22     | Q q        | ﻕ                         | Q q                                      | К к (къ)                                    |
| 23     | R r        | ﺭ                         | R r                                      | Р р                                         |
| 24     | S s        | ﺱ                         | S s                                      | С с                                         |
| 25     | Ş ş        | ﺵ                         | Ş ş                                      | Ш ш                                         |
| 26     | T t        | ﺕ                         | T t                                      | Т т                                         |
| 27     | U u        | ﯮ,                        | U u                                      | У у                                         |
| 28     | V v        | ﻭ                         | W w                                      | В в (в, у)                                  |
| 29     | X x        | ﺡ                         | X x                                      | Х х                                         |
| 30     | У y        | ﯮ                         | Ü ü                                      | Ү ү                                         |
| 31     | Z z        | ﺯ                         | Z z                                      | З з                                         |
| 32     | Ƶ ƶ        | ﮊ                         | J j                                      | Ж ж                                         |
| 33     | Ь ь        | ﺋ,                        | I ı                                      | Ы ы                                         |
| (34.1) | '          | ء                         | '                                        | ъ, ь, э                                     |
| (34.2) | Ьj         | ﻴﺋ,                       | (Í í)                                    | ый                                          |